# Bank des Südens

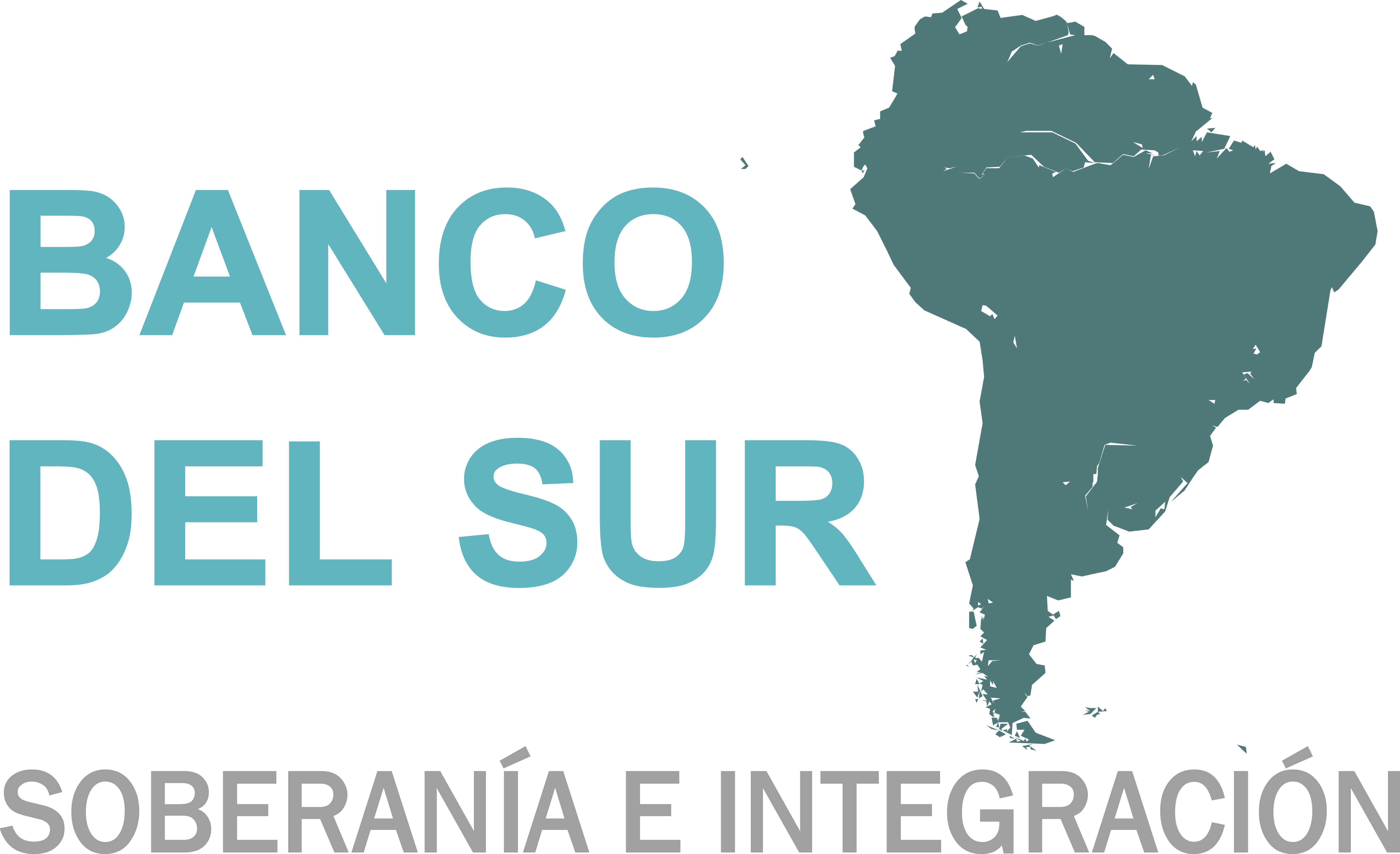
Bank des Südens

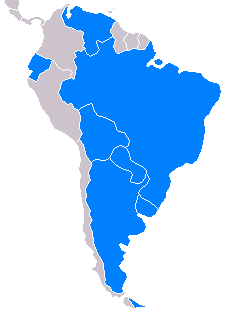
Die Mitglieder der Bank des Südens:
Gründungsmitglieder

Die Bank des Südens (spanisch Banco del Sur, portugiesisch Banco do Sul) ist ein Projekt einer südamerikanischen Entwicklungsbank, das über den Gründungsprozess (2007) nicht hinausgekommen ist.

## Mitgliedstaaten
- Argentinien
- Bolivien
- Brasilien
- Ecuador
- Paraguay
- Uruguay
- Venezuela

## Geschichte

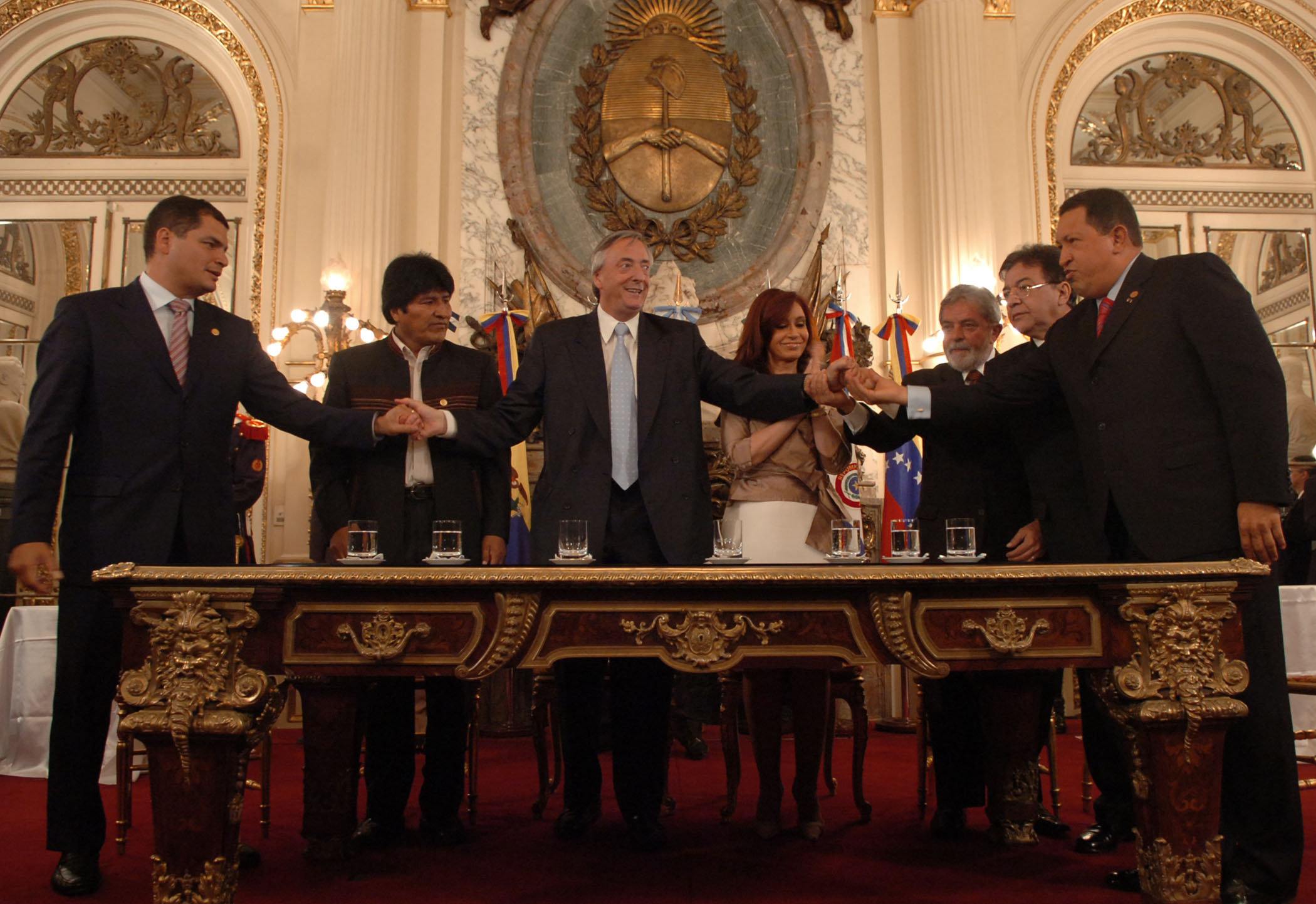
Rafael Correa, Evo Morales, Néstor Kirchner, Cristina Fernández, Luiz Inácio Lula da Silva, Nicanor Duarte, Hugo Chávez anlässlich der Unterzeichnung des Gründungsvertrages der Bank des Südens in Argentinien

Die Frage der Notwendigkeit der Gründung einer Alternative zu den multilateralen Finanzinstitutionen, wie Weltbank und IWF, wurde das erste Mal im Jahr 2004 vom damaligen Präsidenten Venezuelas, Hugo Chávez, aufgeworfen. Als wesentlicher Ideengeber gilt der nordamerikanische Ökonom Mark Weisbrot. Am 22. Februar 2007 beschlossen Chávez und sein argentinischer Amtskollege Néstor Kirchner die Gründung der Bank.
Der Schritt zur Gründung der Bank resultierte aus der Unzufriedenheit mit der Praxis der Kreditvergabe von Weltbank und IWF, die als Einmischung in die innere Politik der Staaten und Erpressung zur Privatisierung staatlichen Eigentums gesehen wird.
Finanziert werden sollte die Bank durch die Währungsreserven der jeweiligen Zentralbanken der Mitgliedsstaaten. Diese Gelder sind derzeit überwiegend in US-Staatsanleihen und Euro-Staatsanleihen oder bei europäischen oder nordamerikanischen Banken angelegt. Diese Gelder sollen nun in Südamerika bleiben. Diese Reduzierung der Währungsreserven würde umgekehrt die Handlungsmöglichkeiten der jeweiligen Zentralbanken reduzieren.

### Gründungsvertrag
In den Folgemonaten schlossen sich Ecuador, Paraguay, Bolivien, Brasilien und Uruguay dem Projekt an. Bei einem Treffen in Rio de Janeiro am 9. Oktober 2007 beschlossen Vertreter der Mitgliedstaaten die Gründung. Die Staats- und Regierungschefs der sieben Mitgliedstaaten unterzeichneten am 9. Dezember 2007 den Gründungsvertrag und am 26. September 2009 die Gründungsurkunde.

### Ratifizierung
Als letzter Schritt im Gründungsprozess fehlt noch die Zustimmung der Länderparlamente von Brasilien und Paraguay. Bisher haben nur die Parlamente von Argentinien, Bolivien, Ecuador, Uruguay und Venezuela die Gründung ratifiziert. Besonders im großen und finanzstarken Mitgliedsstaat Brasilien, dessen Ratifizierung als essentiell für den Erfolg der Bank gilt, gibt es einflussreiche Kräfte, die sich gegen das Projekt stellen.

## Organisation

### Hauptsitz
Der Hauptsitz der Bank ist in Caracas. Daneben gibt es je eine Zweigstelle in Buenos Aires und La Paz.

### Gründungskapital
Das Gründungskapital beträgt 20 Milliarden US-Dollar, wovon Venezuela, Brasilien und Argentinien je vier Milliarden beisteuern.

### Gremien
Das höchste Entscheidungsgremium ist der aus den Finanz- und Wirtschaftsministern der Mitgliedstaaten bestehende Verwaltungsrat. Die Präsidentschaft ist rotierend. Jedes Land hat das gleiche Stimmrecht, ungeachtet der Höhe seiner Starteinlage. Dadurch sollen Vormachtstellungen einzelner Staaten vermieden werden, wie sie bei Weltbank, IWF und der Interamerikanischen Entwicklungsbank existieren, die immer von den Vereinigten Staaten und Europa beherrscht waren. Normale Geschäftsentscheidungen sollen nach dem Konsensprinzip getroffen werden. Der Beschluss von Projekten, deren Umfang 70 Millionen US-Dollar übersteigt, erfordert eine Zwei-Drittel-Mehrheit des eingebrachten Kapitals.

## Ziele
Die Bank soll die wirtschaftliche Entwicklung der Mitgliedstaaten der Union Südamerikanischer Nationen (UNASUR) finanzieren. In erster Linie soll sie lokale Infrastrukturprojekte, die Expansion bestehender nationaler Betriebe und generell die kleineren und mittleren Unternehmen finanzieren. Darüber hinaus soll sie auch international Anleihen ausgeben.
Als erstes Großprojekt könnte die neue Bank den Bau der Bolivien-Argentinien-Trasse der geplanten Gaspipeline des Südens finanzieren. Die Pipeline soll venezolanisches Erdgas in diese Region bringen.